# イスラエルとスーダンの関係
イスラエルとスーダンの関係（ヘブライ語: יחסי ישראל–סודאן、アラビア語: العلاقات الإسرائيلية السودانية、英語: Israel–Sudan relations）では、イスラエルとスーダンとの関係について記述する。中東戦争以来、両国は敵対関係にあったが、2020年10月23日、アメリカの仲介により、両国は国交正常化することになった。これにより、スーダンはアラブ諸国の中で、イスラエルとの国交正常化に踏み切った5つ目の国となった。

## 歴史

### 両国間の敵対関係
スーダンは、第二次中東戦争には参加しなかったが、第一次・第三次中東戦争では、イスラエルと交戦。第四次中東戦争においては、スーダン軍の介入が遅れたこともあり積極的に交戦することはなかった。一方イスラエルは、第一次・第二次スーダン内戦の際に、政府軍と交戦していたキリスト教民兵を支援していた。

### 国交正常化まで
2016年1月、スーダンのイブラヒーム・ガンドゥール外相が、アメリカ政府が経済制裁を解除した場合、イスラエルと関係を正常化させる考えを示した。オマル・アル=バシール大統領は、サウジアラビアのオカーズ新聞のインタビューで、「仮に、イスラエルがシリアを占領したとしても、現在のシリア政府が行っているような破壊行為を行わなかっただろうし、多くの人々の命が犠牲になることはなかっただろう。また、国民が現在のように国を追われることはなかった。」と語った。
2016年9月上旬、イスラエルがアメリカ政府や他の西側諸国と連絡を取り、前年にアフリカのアラブ諸国とイランとの関係が悪化したことを受けて、スーダンとの関係改善に向けての要請したことが明らかになった。また、当時イスラエルの閣僚であったアヨーブ・カラが、ベエルシェバでのイベントで、自身が多くのスーダン当局の人間と連絡を取り合っていることを明らかにし、直近にスーダン当局の人物がイスラエルを訪問したことを明かした。2020年2月、ネタニヤフ首相とブルハン最高評議会議長がウガンダで会談し、国交正常化に合意。同年2月下旬には、イスラエルの航空機がスーダン上空を飛行することが許可された。2020年10月22日、イスラエルの代表訪問団がスーダンを訪問し、両国の正常化に向けた議論が行われた。
2020年10月23日、両国はアメリカの仲介により国交正常化で合意した（イスラエルとスーダンの国交正常化）。